# U-398 (tàu ngầm Đức)
U-398 là một tàu ngầm tấn công  Lớp Type VII thuộc phân lớp Type VIIC được Hải quân Đức Quốc Xã chế tạo trong Chiến tranh Thế giới thứ hai. Nhập biên chế năm 1943, nó chỉ thực hiện được hai chuyến tuần tra và không đánh chìm được mục tiêu nào. Trong chuyến tuần tra cuối cùng, U-398 mất tích trong vùng biển Đại Tây Dương hoặc Bắc Hải mà không rõ nguyên nhân từ ngày 17 tháng 4, 1945.

## Thiết kế và chế tạo

### Thiết kế

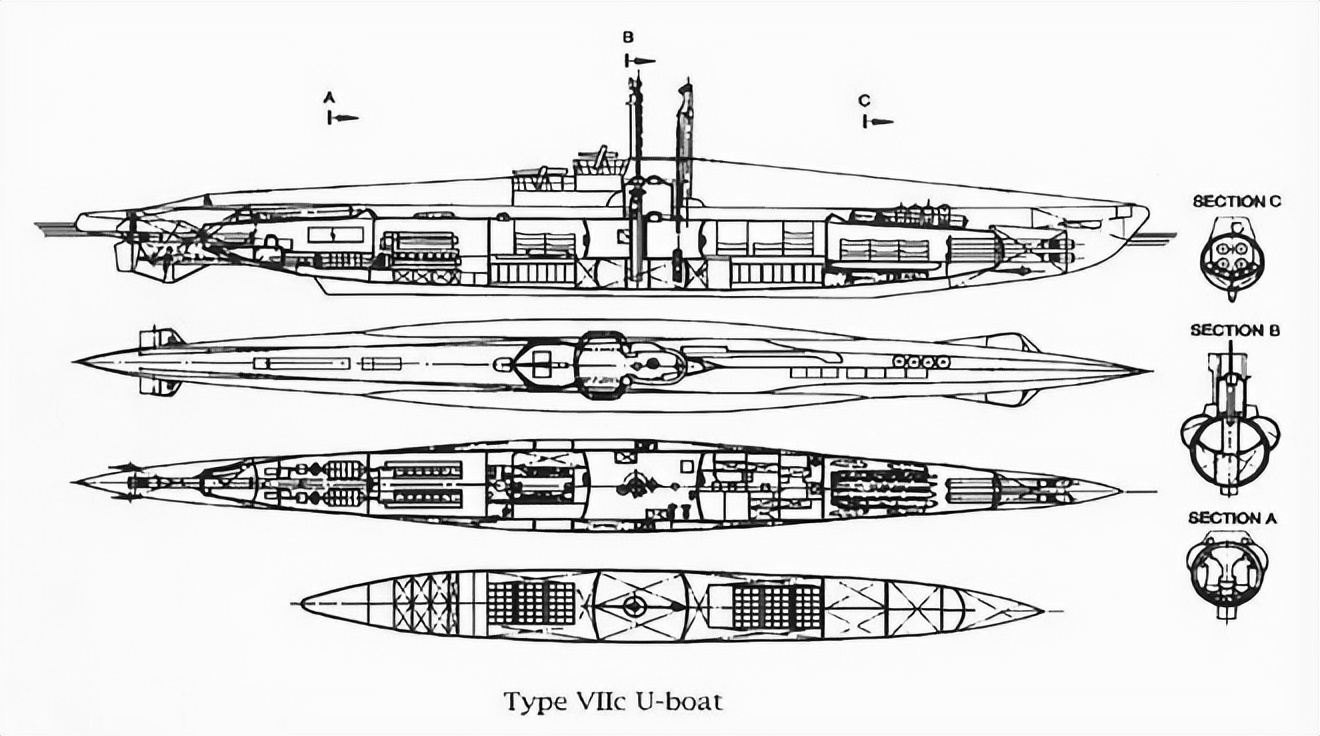
Sơ đồ các mặt cắt một tàu ngầm Type VIIC

Phân lớp VIIC của Tàu ngầm Type VII là một phiên bản VIIB được kéo dài thêm. Chúng có trọng lượng choán nước 769 t (757 tấn Anh) khi nổi và 871 t (857 tấn Anh) khi lặn). Con tàu có chiều dài chung 67,10 m (220 ft 2 in), lớp vỏ trong chịu áp lực dài 50,50 m (165 ft 8 in), mạn tàu rộng 6,20 m (20 ft 4 in), chiều cao 9,60 m (31 ft 6 in) và mớn nước 4,74 m (15 ft 7 in).
Chúng trang bị hai động cơ diesel Germaniawerft F46 siêu tăng áp 6-xy lanh 4 thì, tổng công suất 2.800–3.200 PS (2.100–2.400 kW; 2.800–3.200 bhp), dẫn động hai trục chân vịt đường kính 1,23 m (4,0 ft), cho phép đạt tốc độ tối đa 17,7 kn (32,8 km/h), và tầm hoạt động tối đa 8.500 nmi (15.700 km) khi đi tốc độ đường trường 10 kn (19 km/h). Khi đi ngầm dưới nước, chúng sử dụng hai động cơ/máy phát điện Garbe, Lahmeyer & Co. RP 137/c  tổng công suất 750 PS (550 kW; 740 shp). Tốc độ tối đa khi lặn là 7,6 kn (14,1 km/h), và tầm hoạt động 80 nmi (150 km) ở tốc độ 4 kn (7,4 km/h). Con tàu có khả năng lặn sâu đến 230 m (750 ft).
Vũ khí trang bị có năm ống phóng ngư lôi 53,3 cm (21 in), bao gồm bốn ống trước mũi và một ống phía đuôi, và mang theo tổng cộng 14 quả ngư lôi, hoặc tối đa 22 quả thủy lôi TMA, hoặc 33 quả TMB. Tàu ngầm Type VIIC bố trí một hải pháo 8,8 cm SK C/35 cùng một pháo phòng không 2 cm (0,79 in) trên boong tàu. Thủy thủ đoàn bao gồm 4 sĩ quan và 40-56 thủy thủ.

### Chế tạo
U-398 được đặt hàng vào ngày 20 tháng 1, 1941, và được đặt lườn tại xưởng tàu của hãng Howaldtswerke ở Kiel vào ngày 26 tháng 8, 1942. Nó được hạ thủy vào ngày 6 tháng 11, 1943, và nhập biên chế cùng Hải quân Đức Quốc Xã vào ngày 8 tháng 12, 1943 dưới quyền chỉ huy của Hạm trưởng, Thiếu tá Hải quân Johann Reckhoff.

## Lịch sử hoạt động
Sau khi hoàn tất việc huấn luyện trong thành phần Chi hạm đội U-boat 5, U-398 được điều sang Chi hạm đội U-boat 3 từ ngày 1 tháng 8, 1944 để phục vụ trên tuyến đầu. Sau đó nó lại được điều sang Chi hạm đội U-boat 33 từ ngày 1 tháng 11 cho đến khi mất tích. Vào khoảng tháng 6, 1944, con tàu được trang bị ống hơi nhằm cải thiện tính năng lặn dưới nước.

### Chuyến tuần tra thứ nhất
U-398 di chuyển từ cảng Kiel đến Horten (phía Nam Oslo), Na Uy vào đầu tháng 8, rồi khởi hành từ cảng này vào ngày 23 tháng 8 cho chuyến tuần tra đầu tiên trong chiến tranh. Nó băng qua khe GIUK giữa các quần đảo Shetland và Faroe để vòng qua quần đảo Anh, và hoạt động trong vùng biển Bắc Đại Tây Dương về phía Tây Ireland (Khu vực Tiếp cận phía Tây). Nó kết thúc chuyến tuần tra mà không đánh chìm được mục tiêu nào, và đi đến cảng Bergen, Na Uy vào ngày 15 tháng 10, rồi tiếp tục đi đến cảng Flensburg, Đức chín ngày sau đó. Quyền chỉ huy con tàu được chuyển giao cho Trung úy Hải quân Wilhelm Kranz vào ngày 8 tháng 11.

### Chuyến tuần tra thứ hai – Mất tích
U-398 di chuyển từ cảng Kiel đến Horten vào giữa tháng 3, 1945, rồi xuất phát từ đây vào ngày 14 tháng 4 cho chuyến tuần tra thứ hai, cũng là chuyến cuối cùng, với chỉ thị sẽ hoạt động ở lối ra vào phía Tây eo biển Manche. Nó mất tích trong vùng biển Đại Tây Dương hoặc Bắc Hải từ ngày 17 tháng 4 mà không rõ nguyên nhân, và được cho là đã mất với tổn thất toàn bộ 43 thành viên thủy thủ đoàn.
Có khả năng U-398 thay vì tàu ngầm U-1017 đã bị một máy bay ném bom B-24 Liberator thuộc Liên Đội 120 Không quân Hoàng gia Anh đánh chìm vào ngày 29 tháng 4, 1945. Cả hai chiếc U-boat cùng mất tích mà không để lại dấu vết gì tại cùng khu vực này.